# Vademecum
Een vademecum (Latijn voor 'ga met mij', meervoud: vademecums) is een naslagwerk, vaak van beperkt formaat, waarin specialistische, doorgaans technische informatie in overzichtelijke en beknopte vorm wordt weergegeven. 
Het vademecum dient wel als informatiebron voor medewerkers die nieuw zijn in een bedrijf of instelling en daarmee snel op de hoogte kunnen raken van de in het bedrijf of in de instelling heersende gewoonten en werkwijzen. Universiteiten geven een vademecum uit met daarin belangrijke informatie voor aankomende studenten.